# とやま 夢・航海
『とやま 夢・航海』（とやま ゆめ・こうかい）は、2002年4月8日から2006年3月10日までNHK富山放送局で平日 17:10 - 18:00に放送されていた地域情報番組である。基本的には週5日間の帯で放送されていたが、大相撲中継などの影響で放送されない週もあった。
番組はその後、2006年4月スタートの『ゆうどきネットワーク』を東京からネットするために終了した。

## 出演者

### 司会者
- 斉藤孝信（NHKアナウンサー）最初の3年担当（名古屋放送局に異動）
- 吉田一貴（NHKアナウンサー）最後の1年担当
- 安田真理（当時NHK富山契約キャスター、最初の2年は一人で、最後に2年は島と隔週交代で出演）
- 島永吏子（当時NHK富山契約キャスター、安田と隔週交代で出演）

ほか

## 主なコーナー
- 「金川欣二の何でもカルチャー」[1]（2年間毎週放送）「金川教授のこだわり見聞録」（月1くらいで放送）
- 情熱羅針盤（地元の有名人から藤原紀香のような有名人までのインタビュー）
- とやま東西対決!ふるさとクイズ（途中から始まった企画で、県内のクイズを東西、呉東と呉西に分かれて競った）
- 夢・伝言板

など

## テーマ曲
- 優しい風の吹く街へ（諫山実生） - オープニング・エンディング共通。